# Vamos a ver (programa de televisión chileno)
Vamos a ver fue un programa de televisión chileno, emitido por Televisión Nacional de Chile entre 1977 y 1983.

## Historia
Con la finalidad de hacer un espacio de televisión en que se pudiera dar cabida a lo más selecto del quehacer de la música popular de entonces, la dirección del canal estatal chileno decidió dar todos los días viernes este espacio para el cual hizo retornar de España al famoso animador Raúl Matas, quien junto con la dirección televisiva de Felipe Pavez y la orquesta de Horacio Saavedra dieron vida al programa, un espacio por el que a lo largo de los años pasaron destacados artistas, tales como Camilo Sesto, Alberto Cortez, Paloma San Basilio o Juan Gabriel, en su primera visita a Chile. Aparte de ello también pasaron artistas de origen inglés como Kool and the Gang, Frankie Laine, Ben E. King, Lou Rawls, The Four Aces, Chuck Berry, Boney M, Lee Majors o Lou Ferrigno, etc., siendo para muchos de ellos su primera visita al país.
Asimismo, Matas entrevistó a diversos personajes de la farándula internacional, como la diva italiana Sophia Loren. Por otro lado contaba con secciones de humor y entrevistas. En 1981 contó con la visita de Ramón Valdés, más conocido como Don Ramón; reconocido actor mexicano personaje de la serie El Chavo del Ocho. También contaba con la participación de variados actores y humoristas como Jorge Romero "Firulete" con sus "Telechácaras", Pepe Tapia, Ronco Retes, Coca Guazzini, Gonzalo Robles, Alejandro Cohen, Anita Klesky y un asistente de Matas de apellido Salgado. 
Tuvo como auspiciadores a lo largo del programa al Banco de Santiago, Camisas Manhattan y Café Monterrey. En variadas ocasiones fueron invitados como público al programa no sólo figuras del canal, como Sergio Livingstone, Enrique Maluenda o Pedro Carcuro, sino que personajes vinculados con la dictadura militar, tales como Lucía Hiriart o el almirante José Toribio Merino.
El 4 de noviembre de 1980, la locación en que se realizaba el programa, el restaurante «Camino Real», propiedad de Felipe Rabat y su hijo Fernando Rabat, sufrió un incendio, generado por una bomba puesta por opositores a la dictadura militar, dada la proximidad de Matas con dicho régimen. Tras el incendio de «Camino Real», el programa se realizó desde un estudio de Chilefilms que replicaba de manera exacta el restaurante, y es allá donde se daría una de las más famosas anécdotas en la historia de la televisión chilena, en 1981 la extravagante actriz y cantante jamaicana Grace Jones, sorprendió con su llamativo vestuario, y en plena actuación comió una planta (gomero) que era parte del decorado. Sin embargo, este se trata de un mito que surgió en aquel entonces dada la extravagancia de la cantante para la época. Años más tarde TVN libreó el registro completo de la presentación en su canal de Youtube, donde la cantante sólo baila cerca de una planta, pero nunca se la come. 
Posteriormente fue utilizado el Anfiteatro Lo Castillo para llevar al aire el programa.
Finalmente el programa, que ya a contar de 1981 empezó a sufrir una constante baja de sintonía al igual que muchos otros programas estelares de TVN, particulares efectos de la crisis sudamericana de 1982, fue sacado del aire en agosto de 1983, año en el cual, y tras el receso del estelar en 1982, tomó un giro cultural, emitiéndose en la franja cultural de los jueves. 
Raúl Matas renunció a TVN y la conducción de su entonces noticiero central Sesenta Minutos en marzo de 1986, y posteriormente emigraría en 1987 a Canal 13, donde destacaría con otro programa: Una vez más.